# Жигули (възвишение)
Жигулѝ или Жегули (на руски: Жигули) е възвишение в източната част на Източноевропейската равнина, разположено на територията на Самарска област в Русия. Простира се от запад на изток на протежение около 75 km покрай десния бряг река Волга, която го заобикаля от север, изток и юг, чрез т.нар. Самарска лъка. Максимална височина връх Наблюдател 381,2 m, разположен в северната му част.
Възвишението представлява южно приповдигнато крило на тектонски разлом, простиращ се по паралела. Склоновете му, обърнати към Волга, са силно разчленени от дълбоки оврази и долове. Изградено е основно от варовици и доломити. Има находища на нефт, строителни материали и асфалт. Северните му склонове са обрасли с широколистни и борови гори, а южните са покрити с лесостепна растителност. На северния му склон, в района на град Жигульовск е изградена преградната стена на Самарското водохранилище на река Волга.
Първото научно изследване на възвишението е извършено през 1769 г. от немския естествоизпитател на руска служба Петер Симон Палас.